# Muchoršibir'
Muchoršibir' (in russo Мухоршибирь?, in buriato Мухар Шэбэр) è un villaggio della Russia asiatica, in Siberia Orientale. È situato nella Repubblica autonoma della Burazia e appartiene al rajon Muchoršibirskij del quale è il centro amministrativo.
Il villaggio si trova 118 km a sud di Ulan-Udė, sulla strada federale R258 «Bajkal».